# I skottlinjen
I skottlinjen (In the Line of Fire) är en amerikansk långfilm från 1993. Filmen regisserades av Wolfgang Petersen och i huvudrollerna ses Clint Eastwood, John Malkovich och Rene Russo.

## Handling
Frank Horrigan är en secret service-agent vars pension är nära förestående. Han tjänstgjorde som livvakt åt John F. Kennedy när denne mördades i Dallas 1963. Minnena från den dagen plågar Horrigan fortfarande. Inför ett presidentval får Horrigan och hans kollega Al D'Andrea spår som tyder på att en man tänker döda presidenten. Horrigan blir kontaktad av mannen, som kallar sig Booth (efter Abraham Lincolns mördare, John Wilkes Booth) och som utmanar Horrigan att stoppa honom innan mordet. Trots att Horrigan egentligen är för gammal lyckas han övertyga sina chefer att han ska få vara med i jakten på den presumtive mördaren. 
Undersökningen visar att Booth egentligen är Mitch Leary, en tidigare "wet boy" (lönnmördare) för CIA, som har haft svårt att acceptera det civila livet. Leary fortsätter att kontakta Horrigan och pressa honom på minnen från hans misslyckande i Dallas och menar att det inte går att stoppa en lönnmördare som är villig att offra sitt eget liv. Horrigan blir besatt av att ta revansch, vilket gör att han överreagerar vid ett av presidentens tal. Horrigan skapar sig därmed fiender inom presidentens stab, något som försvårar undersökningen. Medan Booth förbereder sitt attentat, letar Horrigan efter ledtrådar till hur Leary kan ta sig in på den middag som är valkampanjens höjdpunkt, samtidigt som han brottas med frågan om han denna gång vågar ställa sig i vägen för en kula som är avsedd för presidenten.

## Rollista
- Clint Eastwood – Frank Horrigan, secret service-agent
- John Malkovich – "Booth"/Mitch Leary
- Rene Russo – Lilly Raines, secret service-agent
- Dylan McDermott – Al D'Andrea, secret service-agent
- Gary Cole – Bill Watts, chef för personskyddet vid secret service
- Fred Dalton Thompson – Harry Sargent, Vita husets stabschef
- John Mahoney – Sam Campagna, chef för secret service
- Gregory Alan Williams – Matt Wilder
- Jim Curley – USA:s president
- Sally Hughes – USA:s första dam
- Tobin Bell – Mendoza
- Clyde Kusatsu – Jack Okura, FBI-agent
- Steve Hytner – Tony Carducci, FBI-agent
- Patrika Darbo – Pam Magnus
- John Heard – Professor Riger
- Joshua Malina – Chavez, secret service-agent